# Список астероїдів (4201—4300)
| Назва                                | Тимчасове позначення | Дата відкриття    | Місце відкриття                            | Відкривач                                              |
| ------------------------------------ | -------------------- | ----------------- | ------------------------------------------ | ------------------------------------------------------ |
| 4201 Орош (Orosz)                    | 1984 JA1             | 3 травня 1984     | Станція Андерсон-Меса                      | Браян Скіфф                                            |
| 4202 Мінітті (Minitti)               | 1985 CB2             | 12 лютого 1985    | Обсерваторія Ла-Сілья                      | Анрі Дебеонь                                           |
| 4203 Брукато (Brucato)               | 1985 FD3             | 26 березня 1985   | Паломарська обсерваторія                   | Керолін Шумейкер                                       |
| 4204 Барсіґ (Barsig)                 | 1985 JG1             | 11 травня 1985    | Паломарська обсерваторія                   | Керолін Шумейкер                                       |
| 4205 David Hughes                    | 1985 YP              | 18 грудня 1985    | Станція Андерсон-Меса                      | Едвард Бовелл                                          |
| 4206 Веруляміум (Verulamium)         | 1986 QL              | 25 серпня 1986    | Обсерваторія Ла-Сілья                      | Анрі Дебеонь                                           |
| 4207 Чернова (Chernova)              | 1986 RO2             | 5 вересня 1986    | Станція Андерсон-Меса                      | Едвард Бовелл                                          |
| 4208 Кисельов (Kiselev)              | 1986 RQ2             | 6 вересня 1986    | Станція Андерсон-Меса                      | Едвард Бовелл                                          |
| 4209 Бріґґс (Briggs)                 | 1986 TG4             | 4 жовтня 1986     | Паломарська обсерваторія                   | Е. Гелін                                               |
| 4210 Ізобельтомпсон (Isobelthompson) | 1987 DY5             | 21 лютого 1987    | Обсерваторія Ла-Сілья                      | Анрі Дебеонь                                           |
| 4211 Розніблетт (Rosniblett)         | 1987 RT              | 12 вересня 1987   | Обсерваторія Ла-Сілья                      | Анрі Дебеонь                                           |
| 4212 Сансюасуке (Sansyu-Asuke)       | 1987 SB2             | 28 вересня 1987   | Тойота                                     | Кендзо Судзукі, Такеші Урата                           |
| 4213 Ньйорд (Njord)                  | 1987 ST4             | 25 вересня 1987   | Обсерваторія Брорфельде                    | Поуль Єнсен                                            |
| 4214 Вералінн (Veralynn)             | 1987 UX4             | 22 жовтня 1987    | КрАО                                       | Журавльова Людмила Василівна                           |
| 4215 Камо (Kamo)                     | 1987 VE1             | 14 листопада 1987 | Обсерваторія Кушіро                        | Сейджі Уеда, Хіроші Канеда                             |
| 4216 Нойнкірхен (Neunkirchen)        | 1988 AF5             | 14 січня 1988     | Обсерваторія Ла-Сілья                      | Анрі Дебеонь                                           |
| 4217 Engelhardt                      | 1988 BO2             | 24 січня 1988     | Паломарська обсерваторія                   | Керолін Шумейкер                                       |
| 4218 Демоттоні (Demottoni)           | 1988 BK3             | 16 січня 1988     | Обсерваторія Ла-Сілья                      | Анрі Дебеонь                                           |
| 4219 Накамура (Nakamura)             | 1988 DB              | 19 лютого 1988    | Кобусізава                                 | Масару Іноуе, Осаму Мурамацу                           |
| 4220 Флуд (Flood)                    | 1988 DN              | 22 лютого 1988    | Обсерваторія Сайдинг-Спрінг                | Роберт Макнот                                          |
| 4221 Пікассо (Picasso)               | 1988 EJ              | 13 березня 1988   | Паломарська обсерваторія                   | Джеффрі Алу                                            |
| 4222 Ненсайте (Nancita)              | 1988 EK1             | 13 березня 1988   | Паломарська обсерваторія                   | Е. Гелін                                               |
| 4223 Шікоку (Shikoku)                | 1988 JM              | 7 травня 1988     | Обсерваторія Ґейсей                        | Тсутому Секі                                           |
| 4224 Суза (Susa)                     | 1988 KG              | 19 травня 1988    | Паломарська обсерваторія                   | Е. Гелін                                               |
| 4225 Гобарт (Hobart)                 | 1989 BN              | 31 січня 1989     | Окутама                                    | Цуному Хіокі, Нобухіро Кавасато                        |
| 4226 Даміяан (Damiaan)               | 1989 RE              | 1 вересня 1989    | Обсерваторія Верхнього Провансу            | Ерік Вальтер Ельст                                     |
| 4227 Каалі (Kaali)                   | 1942 DC              | 17 лютого 1942    | Турку                                      | Люсі Отерма                                            |
| 4228 Немиро (Nemiro)                 | 1968 OC1             | 25 липня 1968     | Астрономічна станція Серро Ель Робле       | Гурій Плюгін, Юрій Бєляєв                              |
| 4229 Плевітська (Plevitskaya)        | 1971 BK              | 22 січня 1971     | КрАО                                       | Черних Людмила Іванівна                                |
| 4230 ван ден Берг (van den Bergh)    | 1973 ST1             | 19 вересня 1973   | Паломарська обсерваторія                   | К. Й. ван Гаутен, І. ван Гаутен-Ґроневельд, Т. Герельс |
| 4231 Файрмен (Fireman)               | 1976 WD              | 20 листопада 1976 | Гарвардська обсерваторія                   | Гарвардська обсерваторія                               |
| 4232 Апарісіо (Aparicio)             | 1977 CD              | 13 лютого 1977    | Астрономічний комплекс Ель-Леонсіто        | Обсерваторія Фелікса Аґілара                           |
| 4233 Пальчиков (Palʹchikov)          | 1977 RO7             | 11 вересня 1977   | КрАО                                       | Черних Микола Степанович                               |
| 4234 Євтушенко (Evtushenko)          | 1978 JT1             | 6 травня 1978     | КрАО                                       | Черних Микола Степанович                               |
| 4235 Татіщев (Tatishchev)            | 1978 SL5             | 27 вересня 1978   | КрАО                                       | Черних Людмила Іванівна                                |
| 4236 Лідов (Lidov)                   | 1979 FV1             | 23 березня 1979   | КрАО                                       | Черних Микола Степанович                               |
| 4237 Раушенбах (Raushenbakh)         | 1979 SD4             | 24 вересня 1979   | КрАО                                       | Черних Микола Степанович                               |
| 4238 Одрі (Audrey)                   | 1980 GF              | 13 квітня 1980    | Обсерваторія Клеть                         | Антонін Мркос                                          |
| 4239 Ґудмен (Goodman)                | 1980 OE              | 17 липня 1980     | Станція Андерсон-Меса                      | Едвард Бовелл                                          |
| 4240 Ґрюн (Grun)                     | 1981 EY20            | 2 березня 1981    | Обсерваторія Сайдинг-Спрінг                | Ш. Дж. Бас                                             |
| 4241 Паппалардо (Pappalardo)         | 1981 EX46            | 2 березня 1981    | Обсерваторія Сайдинг-Спрінг                | Ш. Дж. Бас                                             |
| 4242 Бречер (Brecher)                | 1981 FQ              | 28 березня 1981   | Гарвардська обсерваторія                   | Гарвардська обсерваторія                               |
| 4243 Нанківелл (Nankivell)           | 1981 GF1             | 4 квітня 1981     | Університетська обсерваторія Маунт-Джон    | Алан Ґілмор, Памела Кілмартін                          |
| 4244 Захарченко (Zakharchenko)       | 1981 TO3             | 7 жовтня 1981     | КрАО                                       | Черних Людмила Іванівна                                |
| 4245 Нейрк (Nairc)                   | 1981 UC10            | 29 жовтня 1981    | Обсерваторія Цзицзіньшань                  | Обсерваторія Червона Гора                              |
| 4246 Телеманн (Telemann)             | 1982 SY2             | 24 вересня 1982   | Обсерваторія Карла Шварцшильда             | Ф. Бернґен                                             |
| 4247 Ґрехемсміт (Grahamsmith)        | 1983 WC              | 28 листопада 1983 | Станція Андерсон-Меса                      | Едвард Бовелл                                          |
| 4248 Ренальд (Ranald)                | 1984 HX              | 23 квітня 1984    | Університетська обсерваторія Маунт-Джон    | Алан Ґілмор, Памела Кілмартін                          |
| 4249 Кремце (Kremze)                 | 1984 SC2             | 29 вересня 1984   | Обсерваторія Клеть                         | Антонін Мркос                                          |
| 4250 Перун (Perun)                   | 1984 UG              | 20 жовтня 1984    | Обсерваторія Клеть                         | Зденька Ваврова                                        |
| 4251 Каваш (Kavasch)                 | 1985 JK1             | 11 травня 1985    | Паломарська обсерваторія                   | Керолін Шумейкер                                       |
| 4252 Ґодвін (Godwin)                 | 1985 RG4             | 11 вересня 1985   | Обсерваторія Ла-Сілья                      | Анрі Дебеонь                                           |
| 4253 Меркер (Marker)                 | 1985 TN3             | 11 жовтня 1985    | Паломарська обсерваторія                   | Керолін Шумейкер                                       |
| 4254 Камель (Kamel)                  | 1985 UT3             | 24 жовтня 1985    | Обсерваторія Квістаберг                    | Клаес-Інґвар Лаґерквіст                                |
| 4255 Спейсвотч (Spacewatch)          | 1986 GW              | 4 квітня 1986     | Обсерваторія Кітт-Пік                      | Spacewatch                                             |
| 4256 Кагамігава (Kagamigawa)         | 1986 TX              | 3 жовтня 1986     | Обсерваторія Ґейсей                        | Тсутому Секі                                           |
| 4257 Ubasti                          | 1987 QA              | 23 серпня 1987    | Паломарська обсерваторія                   | Жан Мюллер                                             |
| 4258 Рязанов (Ryazanov)              | 1987 RZ2             | 1 вересня 1987    | КрАО                                       | Карачкіна Людмила Георгіївна                           |
| 4259 Маккой (McCoy)                  | 1988 SB3             | 16 вересня 1988   | Обсерваторія Серро Тололо                  | Ш. Дж. Бас                                             |
| 4260 Янай (Yanai)                    | 1989 AX              | 4 січня 1989      | Обсерваторія Кушіро                        | Сейджі Уеда, Хіроші Канеда                             |
| 4261 Ґекко (Gekko)                   | 1989 BJ              | 28 січня 1989     | Обсерваторія Ґекко                         | Йошіакі Ошіма                                          |
| 4262 ДеВоркін (DeVorkin)             | 1989 CO              | 5 лютого 1989     | Обсерваторія Йорії                         | Масару Араї, Хіроші Морі                               |
| 4263 Абасірі (Abashiri)              | 1989 RL2             | 7 вересня 1989    | Обсерваторія Кітамі                        | Масаюкі Янаї, Кадзуро Ватанабе                         |
| 4264 Карлжозефіне (Karljosephine)    | 1989 TB              | 2 жовтня 1989     | Обсерваторія Сайдинг-Спрінг                | Карл Квач                                              |
| 4265 Кані (Kani)                     | 1989 TX              | 8 жовтня 1989     | Обсерваторія Кані                          | Йосікане Мідзуно, Тошімата Фурута                      |
| 4266 Валтарі (Waltari)               | 1940 YE              | 28 грудня 1940    | Турку                                      | Ірйо Вяйсяля                                           |
| 4267 Баснер (Basner)                 | 1971 QP              | 18 серпня 1971    | КрАО                                       | Смирнова Тамара Михайлівна                             |
| 4268 Гребеников (Grebenikov)         | 1972 TW3             | 5 жовтня 1972     | КрАО                                       | Смирнова Тамара Михайлівна                             |
| 4269 Боґадо (Bogado)                 | 1974 FN              | 22 березня 1974   | Астрономічна станція Серро Ель Робле       | Карлос Торрес                                          |
| 4270 Хуанвікторія (Juanvictoria)     | 1975 TJ6             | 1 жовтня 1975     | Астрономічний комплекс Ель-Леонсіто        | Обсерваторія Фелікса Аґілара                           |
| 4271 Новосибірськ (Novosibirsk)      | 1976 GQ6             | 3 квітня 1976     | КрАО                                       | Черних Микола Степанович                               |
| 4272 Ентсуї (Entsuji)                | 1977 EG5             | 12 березня 1977   | Обсерваторія Кісо                          | Хірокі Косаї, Кіїтіро Фурукава                         |
| 4273 Дунхуанґ (Dunhuang)             | 1978 UU1             | 29 жовтня 1978    | Обсерваторія Цзицзіньшань                  | Обсерваторія Червона Гора                              |
| 4274 Караманов (Karamanov)           | 1980 RZ3             | 6 вересня 1980    | КрАО                                       | Черних Микола Степанович                               |
| 4275 Bogustafson                     | 1981 EW14            | 1 березня 1981    | Обсерваторія Сайдинг-Спрінг                | Ш. Дж. Бас                                             |
| 4276 Кліффорд (Clifford)             | 1981 XA              | 2 грудня 1981     | Станція Андерсон-Меса                      | Едвард Бовелл                                          |
| 4277 Голубов (Holubov)               | 1982 AF              | 15 січня 1982     | Обсерваторія Клеть                         | Антонін Мркос                                          |
| 4278 Гарвей (Harvey)                 | 1982 SF              | 22 вересня 1982   | Станція Андерсон-Меса                      | Едвард Бовелл                                          |
| 4279 Де Ґаспаріс (De Gasparis)       | 1982 WB              | 19 листопада 1982 | Обсерваторія Сан-Вітторе                   | Обсерваторія Сан-Вітторе                               |
| 4280 Симоненко (Simonenko)           | 1985 PF2             | 13 серпня 1985    | КрАО                                       | Черних Микола Степанович                               |
| 4281 Паундз (Pounds)                 | 1985 TE1             | 15 жовтня 1985    | Станція Андерсон-Меса                      | Едвард Бовелл                                          |
| 4282 Endate                          | 1987 UQ1             | 28 жовтня 1987    | Обсерваторія Кушіро                        | Сейджі Уеда, Хіроші Канеда                             |
| 4283 Штеффлер (Stoffler)             | 1988 BZ              | 23 січня 1988     | Паломарська обсерваторія                   | Керолін Шумейкер                                       |
| 4284 Кахо (Kaho)                     | 1988 FL3             | 16 березня 1988   | Обсерваторія Кушіро                        | Сейджі Уеда, Хіроші Канеда                             |
| 4285 Хулковер (Hulkower)             | 1988 NH              | 11 липня 1988     | Паломарська обсерваторія                   | Е. Гелін                                               |
| 4286 Рубцов (Rubtsov)                | 1988 PU4             | 8 серпня 1988     | КрАО                                       | Черних Людмила Іванівна                                |
| 4287 Тршісов (Trisov)                | 1989 RU2             | 7 вересня 1989    | Обсерваторія Клеть                         | Антонін Мркос                                          |
| 4288 Токьотекку (Tokyotech)          | 1989 TQ1             | 8 жовтня 1989     | YGCO (станція Тійода)                      | Такуо Кодзіма                                          |
| 4289 Бівако (Biwako)                 | 1989 UA2             | 29 жовтня 1989    | Обсерваторія Дінік                         | Ацуші Суґіе                                            |
| 4290 Хейсей (Heisei)                 | 1989 UK3             | 30 жовтня 1989    | Обсерваторія Ґейсей                        | Тсутому Секі                                           |
| 4291 Кодайхасу (Kodaihasu)           | 1989 VH              | 2 листопада 1989  | Обсерваторія Йорії                         | Масару Араї, Хіроші Морі                               |
| 4292 Аоба (Aoba)                     | 1989 VO              | 4 листопада 1989  | Станція Аясі обсерваторії Сендай           | Масахіро Коїсікава                                     |
| 4293 Масумі (Masumi)                 | 1989 VT              | 1 листопада 1989  | Обсерваторія Ґекко                         | Йошіакі Ошіма                                          |
| 4294 Горацій (Horatius)              | 4016 P-L             | 24 вересня 1960   | Паломарська обсерваторія                   | К. Й. ван Гаутен, І. ван Гаутен-Ґроневельд, Т. Герельс |
| 4295 Віссе (Wisse)                   | 6032 P-L             | 24 вересня 1960   | Паломарська обсерваторія                   | К. Й. ван Гаутен, І. ван Гаутен-Ґроневельд, Т. Герельс |
| 4296 ван Ворком (van Woerkom)        | 1935 SA2             | 28 вересня 1935   | Республіканська обсерваторія Йоганнесбурга | Гендрік ван Ґент                                       |
| 4297 Ейхгорн (Eichhorn)              | 1938 HE              | 19 квітня 1938    | Гамбурзька обсерваторія                    | Вільгельм Діквосс                                      |
| 4298 Хорхенуньєс (Jorgenunez)        | 1941 WA              | 17 листопада 1941 | Барселона                                  | Ісідре Політ                                           |
| 4299 WIYN                            | 1952 QX              | 28 серпня 1952    | Обсерваторія Ґете Лінка                    | Університет Індіани                                    |
| 4300 Марґ Едмондсон (Marg Edmondson) | 1955 SG1             | 18 вересня 1955   | Обсерваторія Ґете Лінка                    | Університет Індіани                                    |

| Астероїди 1—10000 → |           |           |           |           |           |           |           |           |            |
| 1—100               | 1001—1100 | 2001—2100 | 3001—3100 | 4001—4100 | 5001—5100 | 6001—6100 | 7001—7100 | 8001—8100 | 9001—9100  |
| 101—200             | 1101—1200 | 2101—2200 | 3101—3200 | 4101—4200 | 5101—5200 | 6101—6200 | 7101—7200 | 8101—8200 | 9101—9200  |
| 201—300             | 1201—1300 | 2201—2300 | 3201—3300 | 4201—4300 | 5201—5300 | 6201—6300 | 7201—7300 | 8201—8300 | 9201—9300  |
| 301—400             | 1301—1400 | 2301—2400 | 3301—3400 | 4301—4400 | 5301—5400 | 6301—6400 | 7301—7400 | 8301—8400 | 9301—9400  |
| 401—500             | 1401—1500 | 2401—2500 | 3401—3500 | 4401—4500 | 5401—5500 | 6401—6500 | 7401—7500 | 8401—8500 | 9401—9500  |
| 501—600             | 1501—1600 | 2501—2600 | 3501—3600 | 4501—4600 | 5501—5600 | 6501—6600 | 7501—7600 | 8501—8600 | 9501—9600  |
| 601—700             | 1601—1700 | 2601—2700 | 3601—3700 | 4601—4700 | 5601—5700 | 6601—6700 | 7601—7700 | 8601—8700 | 9601—9700  |
| 701—800             | 1701—1800 | 2701—2800 | 3701—3800 | 4701—4800 | 5701—5800 | 6701—6800 | 7701—7800 | 8701—8800 | 9701—9800  |
| 801—900             | 1801—1900 | 2801—2900 | 3801—3900 | 4801—4900 | 5801—5900 | 6801—6900 | 7801—7900 | 8801—8900 | 9801—9900  |
| 901—1000            | 1901—2000 | 2901—3000 | 3901—4000 | 4901—5000 | 5901—6000 | 6901—7000 | 7901—8000 | 8901—9000 | 9901—10000 |